# Pilva
Pilva (rusky Пильва) je řeka v Permském kraji s prameny v Komiské republice v Rusku. Je dlouhá 214 km. Plocha povodí měří 2020 km².

## Průběh toku
Vzniká soutokem Severní a Jižní Pilvy a teče zalesněnou krajinou. Ústí zleva do Kamy (povodí Volhy).

## Vodní režim
Průměrný roční průtok vody činí přibližně 20 m³/s. Zamrzá v první polovině října a rozmrzá ve druhé polovině dubna.

## Využití
Využívá se k plavení dřeva.